# 첸기아속
첸기아속(Tsengia)은 진정홍조강 지누아리목에 속하는 홍조류 속의 하나이다. 첸기아과(Tsengiaceae)의 유일속으로 10종을 포함하고 있다.

## 하위 종
| - T. abbottiana - T. bairdii - T. comosa - T. feredayae - T. flammea | - T. laingii - T. lanceolata - T. lancifolia - T. nakamurae - T. pulchra |